# Rossville, Illinois
Rossville är en ort i Vermilion County i delstaten Illinois, USA.